# История почты и почтовых марок Югославии
История почты и почтовых марок Югославии охватывает период с 1918 по 2006 год, соответствующий времени существования Большой Югославии — королевства (КСХС), затем федерации (ФНРЮ, СФРЮ), в которую входили ныне независимые государства: Сербия, Черногория, Хорватия, Словения, Македония, Босния и Герцеговина и Малой Югославии — федерации (СРЮ), затем конфедеративного союза (ГССЧ), в который входили ныне независимые государства Черногория и Сербия.

## Развитие почты
20 октября 1918 года словенцы, сербы и хорваты, проживавшие на территории Австро-Венгрии (в Боснии и Герцеговине, Хорватии, Словении, Далмации, Крайне, южных частях Штирии и Каринтии) провозгласили независимость Государства Словенцев, Хорватов и Сербов. 1 декабря того же года, в результате объединения Государства СХС с Сербией и Черногорией, было создано Королевство сербов, хорватов и словенцев (Королевство СХС).
7 декабря 1918 года вышел указ короля Петра I Карагеоргиевича о создании Министерства почт и телеграфов Королевства СХС, которое было организовано в Белграде 5 января 1919 года. На территории государства были созданы девять почтовых и телеграфных управлений (директоратов).
Первая линия авиапочты Королевства СХС была открыта 15 апреля 1923 года полётом Белград — Венеция. 15 февраля 1928 года вступили в силу Правила перевозки почты по воздуху. В тот же день состоялся пробные полёт Загреб — Белград — Загреб. 9 октября 1929 года открылась линия Белград — Загреб — Вена. 20 августа 1933 года открылась линия Любляна — Загреб.
12 мая 1928 года был принят закон «О почтовых голубях Королевства СХС». Право использовать почтовых голубей принадлежало исключительно Министерству армии и флота.
В январе 1929 года Королевство СХС было переименовано в Королевство Югославия. Организацию почты в этот период можно разделить на три этапа в соответствии с подчинённостью почтово-телеграфно-телефонных станций (ПТТ) тому или иному министерству:
- с 3 апреля 1929 по 12 декабря 1930 года — Министерство строительства;
- с 12 декабря 1930 по 1 сентября 1935 года — департамент в Министерстве транспорта;
- с 1 сентября 1935 по 6 апреля 1941 года — Министерство почт, телеграфов и телефонов[2][3].

Новые «Правила по организации Министерства почт, телеграфов и телефонов», принятые в 1935 году, вводили многочисленные ограничения для женщин, работающих в почтово-телеграфно-телефонных отделениях (ПТТ). Так, например, женщинам с университетским образованием было запрещено работать в ПТТ. Из общего числа служащих ПТТ 25 % составляли женщины с начальным образованием, 30 % — женщины, имеющие среднее образование.
На второй сессии Антифашистского вече народного освобождения Югославии, состоявшейся в ноябре 1943 года, было принято решение о строительстве после окончания Второй мировой войны демократического федеративного государства югославских народов и заложены основы федеративного устройства страны из 6 республик.
В 1944 году было принято решение о создании Главного управления почт, телеграфов и телефонов. 14—16 декабря того же года в обращение поступили первые общеюгославские почтовые марки. Это были надпечатки герба Югославии и нового названия государства серб. «Демократска Федеративна Југославија» на марках 1942—1943 годов, выпущенных в Сербии под немецкой военной администрацией. В 1945 году вышли марки оригинальных рисунков с портретом И. Б. Тито.
7 марта 1945 года Временное правительство ДФЮ восстановило Министерство почт, телеграфов и телефонов (ПТТ) в качестве федерального министерства. Управления ПТТ были созданы в Белграде, Загребе, Любляне, Сплите, Сараево, Цетинье, Нови-Саде и Скопье.
29 ноября 1945 года Учредительная скупщина провозгласила Федеративную Народную Республику Югославия. 23 января 1947 года в стране были созданы Генеральная дирекция почт и Генеральная дирекция телеграфов и телефонов. 1 января 1949 года дирекции были преобразованы в Главное управление почтовой связи и Главное управление телеграфно-телефонной связи. В 1951 году указом Президиума Народной Скупщины ФНРЮ было упразднено Министерство почт, а его функции были переданы новообразованной Главной дирекции почт.

## Выпуски почтовых марок

### После Первой мировой войны

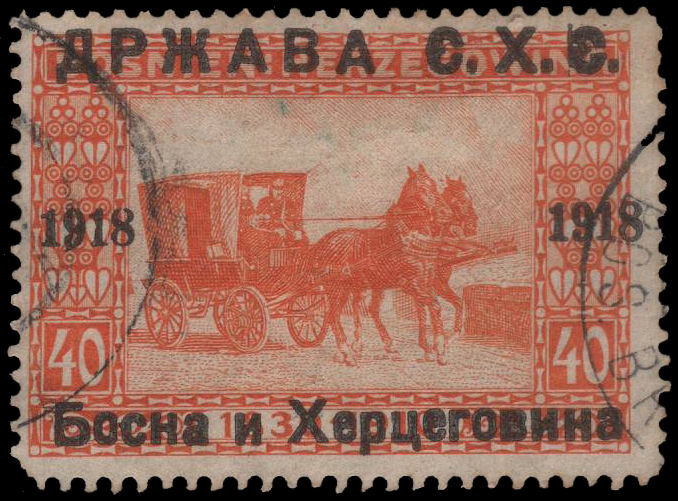
Марка Государства СХС (Сараевская дирекция), 1918(Mi #7)

Марки с названием нового государственного образования — «Государство СХС» — выпускали почтовые дирекции, находившиеся в Сараево, Загребе и Любляне в 1918—1929 годах.
11 ноября 1918 года в обращение поступили серия из 16 марок Боснии и Герцеговины 1910 года с надпечаткой серб. «Држава С.Х.С. / 1918 / Босна и Херцеговина» или хорв. «Država S.H.S. / 1918 / Bosna i Hercegovina», подготовленные Сараевской почтовой дирекцией. В феврале 1919 года Сараевская дирекция выпустила серию из 18 марок Боснии и Герцеговины с надпечаткой «Краљевство С.Х.С.» или «Kraljevstvo S.H.S.». В этой серии существуют различные опечатки и разновидности.
Марки Загребской дирекции с надпечатками «Hrvatska / SHS» на различных марках Венгрии вышли 18 ноября 1918 года.
Люблянская дирекция надпечаток не производила. 3 января 1919 года была выпущена серия из 8 марок с оригинальным рисунком, известным как «Вери́гар» (раб, разрывающий свои оковы) и надписью «Држава СХС / Država SHS». Существует большое количество разновидностей. В том же году вышли высокие номиналы этой серии с новым названием государства «Краљевина СХС / Kralievina SHS». Серия «Веригар» официально считается первыми почтовыми марками Югославии и Словении.
В Далмации (почтовая дирекция Сплита) в обращении находились марки Австрии без надпечаток, а также марки Загребской и Люблянской дирекций. Во время итальянской оккупации Далмации с мая 1921 до начала 1922 года в обращении находились марки Италии с надпечаткой цифры новой стоимости и текста итал. «centesimi di corona». В 1922 году Далмация вошла в состав Королевства СХС.
В 1919 году местные военные власти произвели ряд провизорных выпусков, которые не были признаны центральным почтовым ведомством.
16 января 1921 года в обращение поступили стандартные марки для всего Королевства СХС. На них были помещены портреты кронпринца Александра и короля Петра I Карагеоргиевича. До 1929 года выпускались только стандартные и почтово-благотворительные марки, первые из которых поступили в обращение 30 января 1921 года. Дополнительный сбор шёл в пользу инвалидов войны.
|                                                                               |                                                        |                                                      |                                                                        |
| 1918: Королевство СХС, Загребская дирекция. «Освобождённая Хорватия» (Mi #51) | 1919: то же. Люблянская дирекция. «Веригар» (Mi #102I) | 1921: Королевство СХС. Кронпринц Александр (Mi #150) | 1921: первая почтово-благотворительная марка Королевства СХС (Mi #159) |

### Королевство Югославия

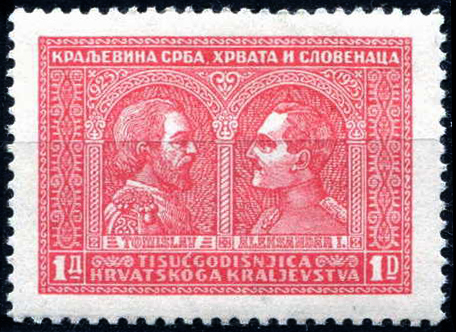
Коммеморативная марка Королевства Югославия. Портреты короля Томислава и короля Александра I Карагеоргиевича, 1929(Mi #223)

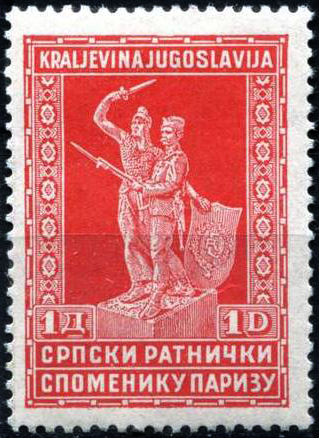
Почтовая марка Королевства Югославия, 1931(Mi #226)

В ноябре 1929 года в обращение поступила первая серия из трёх коммеморативных марок Королевства Югославия, в честь 1000-летия Хорватского королевства. На марках были изображены следующие сюжеты: базилика на Дуванском поле (ныне город Томиславград, Босния и Герцеговина), построенная в память коронации короля Томислава; портреты короля Томислава и короля Александра I Карагеоргиевича; король Томислав, сидящий на троне с присланными папой римским Львом X атрибутами королевской власти (копия со старинной картины, находящейся в католическом соборе в Сплите). Миниатюры были выполнены по эскизам профессора Пероша. Клише изготовлено в Венской государственной типографии, а марки отпечатаны в государственной типографии в Белграде. На марках указано прежнее название государства Краљевина срба, хрвата и словенаца или Kraljevina srba, hrvata i slovenaca.
Первые марки с новым названием государства — Kraljevina Jugoslavija, поступили в обращение 1 апреля 1931 года. Это была серия из трёх почтово-благотворительных марок, дополнительный сбор которых шёл на сооружение памятника павшим воинам в Париже. До 1941 года на большинстве выпусков название государства указывалось латинским шрифтом и кириллицей.
Первый почтовый блок вышел в сентябре 1937 года. Он был посвящён первой национальной филателистической выставке, проходившей в Белграде.

### Оккупация в период Второй мировой войны

#### Правительство Югославии в эмиграции

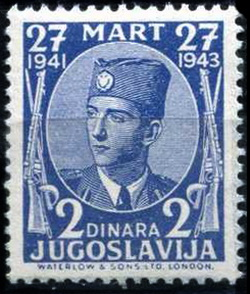
Почтовая марка Правительства Югославии в эмиграции, 1943(Mi #441)

После нападения Германии на Югославию в апреле 1941 года югославское правительство переехало в Лондон. Правительство в эмиграции выпустило в марте и декабре 1943 года марки и блок, которые использовались для оплаты корреспонденции, перевозившейся на югославских кораблях. На марках первой серии правительства в эмиграции был изображён портрет царя Петра II Карагеоргиевича, на миниатюрах второй серии — выдающиеся деятели Югославии. Была также выпущена серия почтово-благотворительных марок с надпечатками в пользу Красного Креста.

#### Оккупированные территории
После оккупации Германией и Италией Югославии, её территория была разделена на несколько частей с различным статусом. В частности, были созданы Независимое государство Хорватия, Королевство Черногория под протекторатом Италии и Сербия, получившая статус независимого государства под немецкой военной администрацией. Все эти государственные образования выпускали собственные марки, которые находились в обращении до освобождения этих территорий.
В 1944 году на территории Македонии, ранее оккупированной Болгарией, было создано марионеточное правительство националистической македонской организации ВМРО, которое также выпустила свои марки.
После капитуляции Италии в 1943 году остров Брач из группы Далматинских островов был занят немецкими войсками. В 1944 году на почтовых и доплатных марках Югославии была сделана надпечатка слова «Брач» и номинала в хорватских кунах. Тираж составил 400 полных серий. Правомерность этого выпуска сомнительна.

### Федеративная и Союзная Югославия

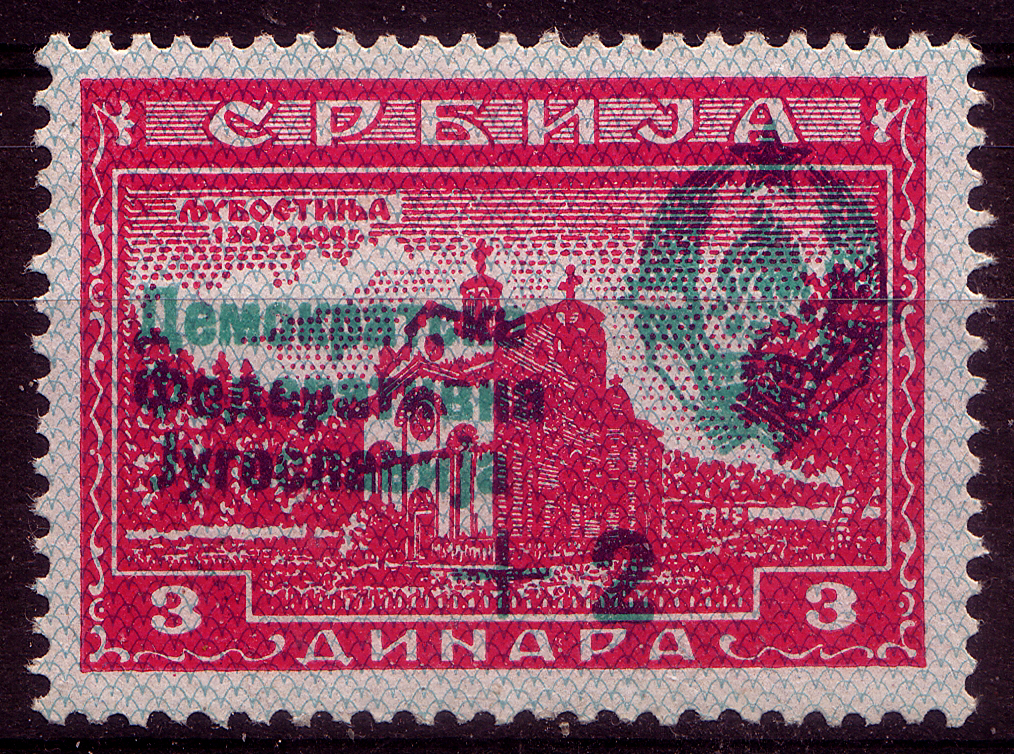
Первая марка ДФЮ, 1944(Mi #451I)

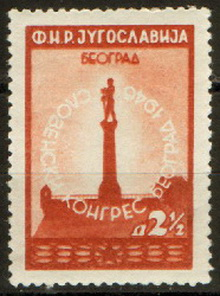
Почтовая марка ФНРЮ. Общеславянский конгресс в Белграде, 1946(Mi #510)

Безноминальная марка СРЮ, 1993(Mi #2601)

29 ноября 1945 год была выпущена первая серия марок Федеративной Народной Республики Югославия, посвящённая провозглашению этого нового государственного образования. Однако название государства на них оставалось прежним. Первые марки с новым названием «Ф. Н. Р. Југославија» или «F.N.R. Jugoslavija» вышли только в декабре 1946 года. Они были посвящены общеславянскому конгрессу в Белграде. Переименование Югославии в 1963 году в Социалистическую Федеративную Республику и в 1992 году в Союзную Республику не нашло отражения на марках, поскольку с 1955 года название государства на них писалось как «Југославија / Jugoslavija».
В апреле 1993 года была выпущена первая стандартная безноминальная марка с изображением буквицы из Мирославова Евангелия.
Последние марки с названием государства Югославия вышли 31 января 2003 года. Это была серия из четырёх миниатюр, посвящённая защите животных с изображением брошенных собак.

#### Необычные выпуски

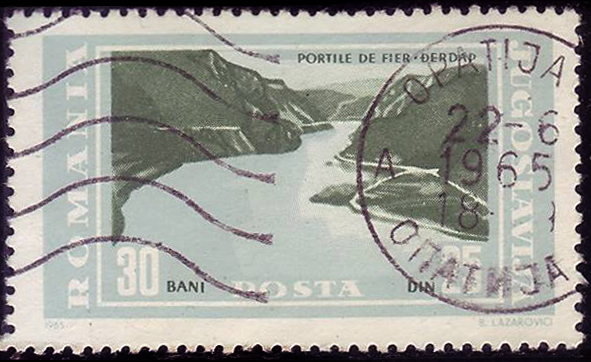
Югославско-румынская марка, 1965(Mi #1114)

В апреле 1965 года почты Югославии и Румынии и осуществили совместный выпуск серии из двух марок и блока, посвящённых строительству гидроэлектростанции в районе Железных ворот на Дунае. Номинал на этих миниатюрах был указан в югославской и румынской валюте. Этот выпуск использовался в обоих государствах.

#### Местные выпуски
В 1944—1945 годах после освобождения Югославии в ряде городов были выпущены местные провизории — надпечатки на марках периода оккупации; почти все они были признаны почтовым ведомством Югославии официальными выпусками югославской почты. Такие выпуски были в Мостаре, Сараево, Загребе, Сплите, Любляне, Мариборе, Сенте и Мурска-Соботе.

### Сербия и Черногория
3 апреля 2003 года вышли две марки с новым названием государства «Србија и Црна Гора» или «Srbija i Crna Gora». Они были посвящены принятию Сербии и Черногории в Европейский совет. Последние две марки с названием этого государства, посвящённые национальным паркам, вышли в свет 20 июня 2006 года, уже после прекращения существования Государственного Союза Сербии и Черногории.

## Другие виды почтовых марок

### Авиапочтовые

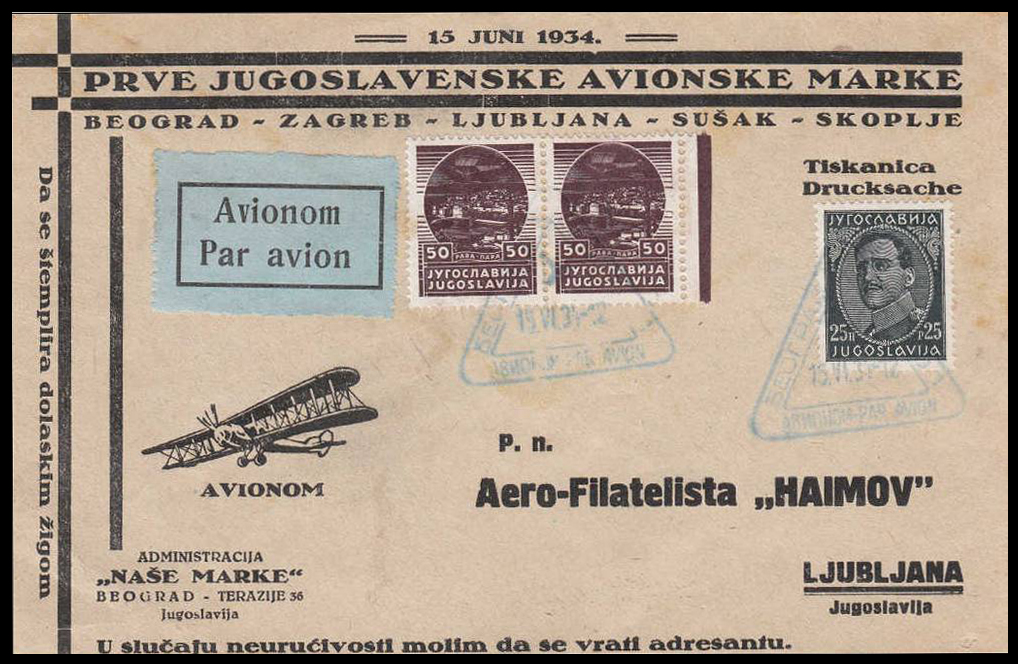
Авиапочтовый конверт с первыми авиапочтовыми марками Югославии (1934)

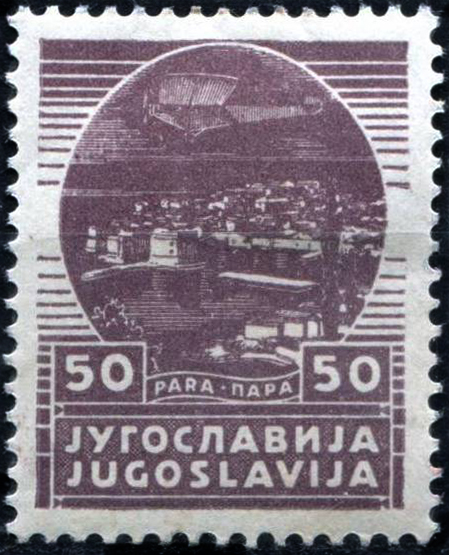
Первая авиапочтовая марка Югославии, 1934(Mi #278)

Первые авиапочтовые наклейки Королевства СХС появились в мае 1923 года. Они были отпечатаны на серо-синей бумаге без зубцов. На этикетках надпись фр. «Poste Aerienne».
До введения авиапочтовых марок для авиапочтовых отправлений использовались обычные почтовые марки. Первые авиапочтовые марки Югославии были выпущены в июне 1934 года. На пяти миниатюрах серии был изображён моноплан Рорбаха Ro VIII над различными ландшафтами. Последние авиапочтовые марки Югославии поступили в обращение в сентябре 1961 года в серии, посвящённой конференции неприсоединившихся стран в Белграде.

### Газетные
Газетные марки выпускали Загребская и Люблянская почтовые дирекции. Загребская дирекция выпустила первую газетную марку — надпечатку на марке Венгрии, в ноябре 1918 года. В январе 1919 года вышла газетная марка оригинального рисунка. Люблянская дирекция выпустила две серии газетных марок оригинального рисунка в мае и ноябре 1919 года. Марки, изданные в мае, печатались в Вене. На миниатюрах была изображена фигурка ангелочка с газетами.
| Газетные марки                     | Газетные марки       | Газетные марки                       |
| ---------------------------------- | -------------------- | ------------------------------------ |
|                                    |                      |                                      |
| 1918: Загребская дирекция (Mi #57) | 1919: то же (Mi #98) | 1919: Люблянская дирекция (Mi #113I) |

### Доплатные
Первоначально доплатные марки выпускались региональными почтовыми дирекциями. Первые доплатные марки Сараевской почтовой дирекции вышли в декабре 1918 года. На доплатных марках Боснии и Герцеговины 1916 года была сделана надпечатка чёрной и красной краской текста: «Држава С. Х. С. / Босна и Херцеговина» или «Država S.H.S. / Bosna i Hercegovina» и названия денежной единицы «хелера» («helera») или «круна» («kruna»). В мае 1919 года вышла ещё одна серия доплатных марок. На марках Боснии и Герцеговины 1900—1904 годов была сделана надпечатка нового названия государства — Королевство СХС.
| Доплатные марки                   | Доплатные марки                    | Доплатные марки                     | Доплатные марки                | Доплатные марки    |
| --------------------------------- | ---------------------------------- | ----------------------------------- | ------------------------------ | ------------------ |
|                                   |                                    |                                     |                                |                    |
| 1918: Сараевская дирекция (Mi #1) | 1918: Загребская дирекция (Mi #33) | 1919: Люблянская дирекция (Mi #37I) | 1921: Королевство СХС (Mi #56) | 1944: ДФЮ (Mi #74) |

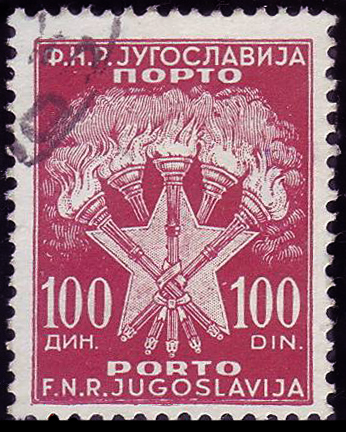
Последняя доплатная марка Югославии, 1962(Mi #112)

Загребская дирекция выпустила доплатные марки в ноябре 1918 года. Они представляли собой надпечатку синей краской текста «Hrvatska / SHS» на доплатных марках Венгрии.
Люблянская дирекция выпустила в марте 1919 года доплатные марки оригинальных рисунков, а в июле 1920 года две серии марок с надпечатками.
Центральное почтовое ведомство выпустило общеюгославские доплатные марки в апреле 1921 года. Они представляли собой надпечатку текста красной и чёрной краской «ПОРТО» и нового номинала на неизданных стандартных марках с портретом кронпринца Александра. В ноябре того же года были изданы доплатные марки оригинального рисунка. Последние доплатные марки Королевства Югославии были изданы в сентябре 1933 года. Они были изъяты из обращения в мае 1935 года.
Вновь доплатные марки были изданы в декабре 1944 года почтой ДФЮ. Они представляли собой надпечатку текста чёрной краской: «Демократска Федеративна Југославија» на доплатных марках Сербии под немецкой администрацией. В феврале 1945 года вышли доплатные марки оригинальных рисунков с гербом ФНРЮ. Доплатные марки Югославии выпускались до марта 1962 года и были изъяты из обращения 15 февраля 1968 года.

### Марки для заказных писем
В июне 1993 года и июле 2002 года почта Югославии выпускала марки для заказных писем. Они были без указания номинала, с литерой «R».

### Почтово-налоговые

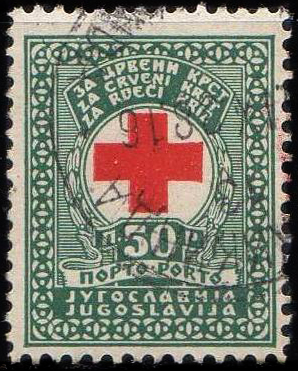
Первая доплатная почтово-налоговая марка Югославии, 1933(Mi #1)

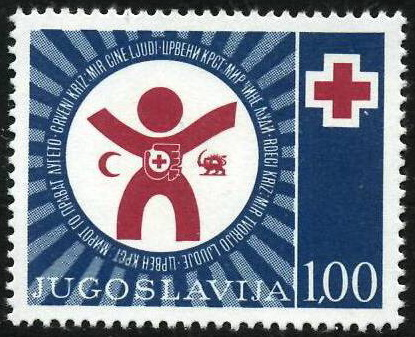
Почтово-налоговая марка Югославии для Хорватии, Македонии, Черногории и Словении, 1977(Mi #55)

Югославская почта выпускала специальные почтово-налоговые марки, которыми производилась дополнительная оплата корреспонденции в определённые периоды (например, неделя Красного Креста, Олимпийская неделя и т. д.). Сбор шёл в фонд соответствующих организаций. Первая подобная марка вышла в сентябре 1933 года и предназначалась для сбора средств в фонд Красного Креста. С 1977 года югославская почта начала выпускать почтово-налоговые марки отдельно для союзных республик. Первая серия из трёх региональных почтово-налоговых марок вышла в мае 1977 года. Она была посвящена Красному Кресту. Миниатюры имели одинаковый рисунок, отличались цветом и номиналом. Марка с номиналом 0,20 динар имела хождение в Сербии и Косово, 0,50 динар — в Боснии и Герцеговине и Воеводине, 1 динар — в Хорватии, Македонии, Черногории и Словении.
Последняя почтово-налоговая марка была выпущена в сентябре 1999 года. Она посвящалась неделе борьбы с туберкулёзом.
С сентября 1933 по май 1963 года также выпускались доплатные почтово-налоговые марки.

### Служебные

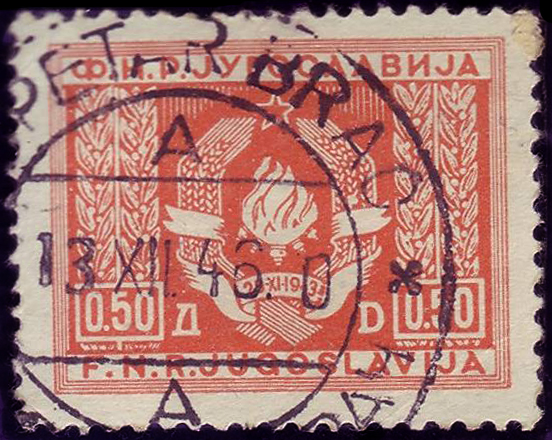
Первая служебная марка Югославии, 1946(Mi #1)

В ноябре 1946 года югославская почта выпустила служебные марки с изображением герба ФНРЮ. Марки были в обращении до 31 декабря 1948 года. Их остаток использовался до 31 декабря 1951 года в качестве почтовых марок.